# Roger Frison-Roche
Roger Joseph Fernand Frison-Roche (París, 10 de febrer del 1906 - Chamonix, 17 de desembre del 1999) va ser un explorador, alpinista i escriptor francès, molt vinculat a Chamonix, on és enterrat.

## Biografia

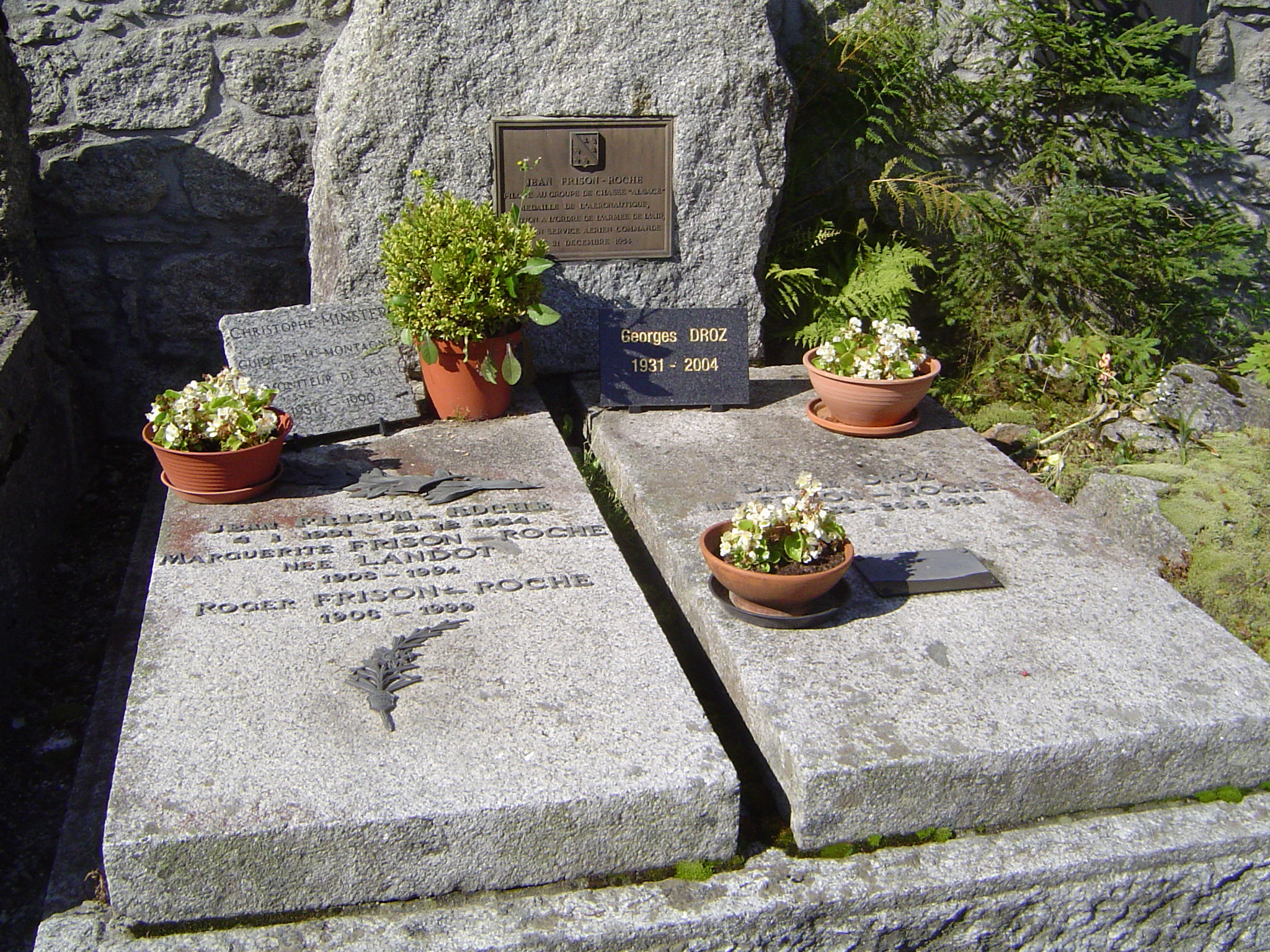
Tomba dels Frison-Roche, al cementiri de Chamonix

Per bé que nascut a París, Roger Frison-Roche provenia d'una família savoiana originària de Beaufort-sur-Doron. El 1923, amb 17 anys s'instal·là a Chamonix i, ja des de la seva arribada, esdevingué una figura coneguda pels vilatans, que l'anomenaven Grand Sifflet o Frison. Esdevingué secretari del Sindicat d'Iniciatives i del Comitè Olímpic i efectuà les seves primeres curses de muntanya amb Daniel Souverain. Fou en aquest període que efectuà un gran nombre d'ascensions a pics com l'Aiguille du Grépon o l'Aiguille du Moine, alhora que practicava els esports d'hivern, com l'esquí, el salt d'esquí, el bobsleigh, el luge, l'"Ski joëring" (esquí amb tracció animal)… i d'estiu: equitació i natació. El 1924 organitzà la Setmana d'Esports d'Hivern, a Chamonix, uns actes que són considerats els primers Jocs Olímpics d'hivern. Ell n'era Secretari del comitè organitzador. També començà a escriure al periòdic Le Savoyard, de París.
A l'1 de setembre del 1925, Joseph Ravanel, de malnom "le Rouge" l'escollí com a portejador per una ascensió al Mont Blanc, i entre 1926 i 1927, Frison-Roche va fer el servei militar al veí Grenoble. Del 1927 al 1930 dirigí el Sindicat d'Iniciatives i el Comitè d'Esports d'hivern de Chamonix. Amb Armand Charles efectuà el 1928 la primera ascensió hivernal a l'aiguille de Bionnassay, i creà l'escola d'escalada dels Gaillands amb Alfred Couttet. També al mateix any conegué Marguerite Landot, amb qui restaria unit la resta de la seva vida. El 1930 pogué fer realitat el seu somni, en ser admès a la companyia de Guies de Chamonix, essent el primer no nascut al poble. Dos anys més tard, participà en la primera emissió radiofònica des del cim del Mont Blanc.

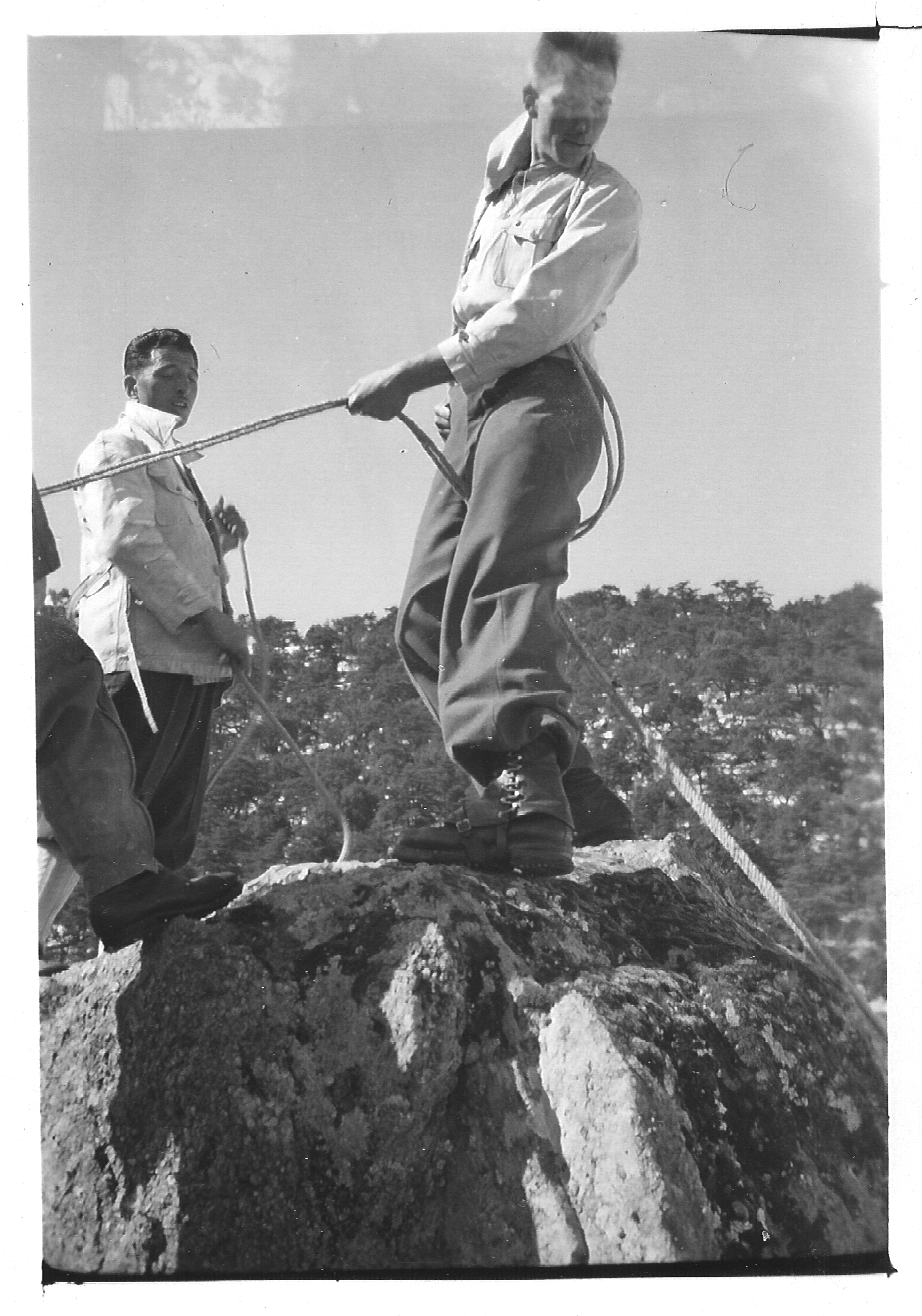
1942

Amplià el radi de les seves excursions el 1935, participant en una expedició al Sàhara amb el capità Coche, fent de guia de l'expedició alpina francesa al massís de l'Ahaggar que ascendí a un inèdit "Garet El Djenoun" (la Muntanya dels genis). D'aquesta experiència africana en sorgí el 1936 el primer llibre dels molts que publicà: L'Appel du Hoggar (La crida de l'Hoggar). El 1937 travessà a llom de camell el Gran Erg Occidental amb Albert Plossu. Entre 1938 i 1941, va ser periodista a La Dépêche d'Alger, on s'havia instal·lat amb la seva família el 1938. Entre gener i febrer del 1941 aparegué la seva obra més coneguda, El primer de la cordada (Premier de cordée) a la Dépêche en forma de fulletó. Al setembre sotmeté el manuscrit a l'editor Arthaud, de Grenoble; aquest seria el realitzador del film inspirat en la novel·la.
Entrada la Segona Guerra Mundial, el 1942 va ser corresponsal de guerra pels Aliats en el front de Tunísia, fins que fou fet presoner pels alemanys a Kairuan. A Nàpols, després de passar un mes del 1943 a una cel·la pels condemnats a mort, fou transferit a la Gestapo, que el portà a la presó de Fresnes, de primer. Traslladat novament, a Vichy, una coneixença influent l'aconseguí els papers necessaris per tornar a Chamonix, sota ocupació italiana. En ser ocupat el poble per les tropes alemanyes, Frison entrà a la clandestinitat a la regió del Beaufortain (d'on provenia la seva família). A l'any següent, 1944, era oficial d'enllaç amb les Forces de la França Lliure per, seguidament, integrar-se a l'estat major de la 5a mitja brigada de Caçadors alpins, unes experiències que inspirarien Les montagnards de la nuit (1968). Tornà a Algèria acabada la guerra.
El 1948, publicà la seva segona novel·la més popular, La Grande Crevasse ("La gran esquerda", d'alpinisme). Dos anys més tard, amb Georges Tairraz recorregué mil quilòmetres a llom de camell pel Sàhara. Després de la pel·lícula Le Grand Desert, encetà una carrera de conferenciant que s'allargà quinze anys. El 1955, efectuà la travessia del desert en un 2 CV, d'Alger a Niamey, i s'establí a Nice, on es guanyà la vida fent reportatges per a Nice-Matin.
Uns nous escenaris l'acolliren el 1956, quan amb Jacques Arthaud va fer el seu primer viatge pel Gran Nord, a Lapònia, per l'enregistrament de la pel·lícula Ces hommes de 30.000 ans. El 1960 fixà la seva base a Chamonix, on es feu bastir un xalet que anomenà Derborence. Entre 1966 i 1969, dugué a terme diverses expedicions pel Gran Nord canadenc i per l'estatunidenc.
El 1981 publicà la seva autobiografia, Le Versant du soleil ("El vessant del sol"). Va ser nomenat comandant de la Legió d'Honor al 15 d'agost del 1992.

## Obres
- L'Appel du Hoggar (1937)
- En skis et à chameau à travers le Grand Erg Oriental (1937)
- Kabylie 39 (1939)
- Sur la piste d'empire (1941)
- El primer de la cordada, Premier de cordée (1941) (Frison-Roche, Roger; Jürgens i Batlle, Helen (traductora). El primer de la cordada.  Barcelona: sRoc coop. (Rodés edicions), 1986. ISBN 8496516013.)
- La Grande Crevasse (1948)
- Le Grand Désert (1950)
- L'Égypte et nous (1951)
- La Montagne aux écritures (1952)
- Sur les traces de Premier de cordée (1952)
- La Piste oubliée (1953)
- Le Rendez-vous d'Essendilène (1954)
- Retour à la montagne (1957)
- Mont-Blanc aux sept vallées (1959)
- Garet el Djenoun (1960)
- Mission Ténéré (1960)
- Sahara de l'Aventure (1961)
- Le Rapt (1962)
- Les Montagnes de la terre (1964)
- La Dernière Migration (1965)
- Images de Savoie (1965)
- Carnets sahariens (1965)
- Peuples Chasseurs de l'Arctique (1966)
- Les Montagnards de la nuit (1968)
- Nahanni (1969)
- La Peau de bison (1970)
- La Vanoise (1972)
- La Vallée sans homme (1973)
- 50 ans en montagne (1974)
- Les Seigneurs de la faune canadienne (1975)
- 50 ans de Sahara (1976)
- Djebel Amour (1978)
- Le Versant du soleil (1981)
- L'Esclave de Dieu (1985)
- Reportages africains (2010, pòstuma)